# لشتینی
لشتینی (به چکی: Lštění) یک منطقهٔ مسکونی در جمهوری چک است که در ناحیه بنشوو واقع شده‌است. لشتینی ۴٫۶۷ کیلومتر مربع مساحت و ۳۶۳ نفر جمعیت دارد.